# Akademija likovnih umjetnosti u Zagrebu
Akademija likovnih umjetnosti (kraticom: ALU) je dijelom Sveučilišta u Zagrebu.

## Povijest ustanove
Akademija likovnih umjetnosti u Zagrebu osnovana je 1907. godine kao Kraljevsko zemaljsko više obrazovalište za umjetnost i umjetni obrt. Akademija se izvorno sastojala od Slikarskog odjela, Kiparskog odjela i Odjela za kandidate učitelje risanja, koji se danas naziva Nastavničkim odsjekom. Pri Akademiji je od 1926. godine kratko djelovala Katedra za arhitekturu pod vodstvom Drage Iblera.  
Akademija se od svojih početaka nalazi na adresi Ilica 85, a nacrte za nju izgradio je poznati arhitekt Herman Bollé. 

## Odsjeci ALU
Akademija likovnih umjetnosti ukupno ima 6 odsjeka na ukupno 4 lokacije u Zagrebu sa središnjom zgradom u Ilici 85. Odsjeci Akademije likovnih umjetnosti u Zagrebu su: 
1. Slikarski odsjek
2. Grafički odsjek
3. Kiparski odsjek
4. Nastavnički odsjek
5. Odsjek za animirani film i nove medije
6. Odsjek za konzerviranje i restauriranje umjetnina.

## Poznati predavači
Na Akademiji su predavali brojni poznati predavači koji su obilježili umjetnost 20. stoljeća. Prvi nastavnici su bili Robert Frangeš Mihanović, Rudolf Valdec, Robert Auer, Oton Iveković, Bela Csikos Sessia, Menci Klement Crnčić i Branko Šenoa; predavači Ivan Meštrović, Ljubo Babić, Jozo Kljaković,Vladimir Becić, Marino Tartaglia, Antun Augustinčić, Vasilije Jordan, Nikola Maraković

## Poznati umjetnici
Poznati umjetnici koji su se školovali na ALU.
- Marijan Detoni
- Oton Gliha
- Igor Kordej
- Edo Murtić
- Marina Abramović
- Zoran Mušič
- Gabrijel Stupica
- Marij Pregelj
- Vanja Radauš
- Jakiv Jakovič Hnizdovskij
- Hinko Juhn

## Vanjske poveznice
- Službena web stranica